# جورج هربرت اسکینر
جورج هربرت اسکینر (انگلیسی: George Herbert Skinner؛ 1872 – 29 december ۱۹۳۱ (۵۸−۵۹ سال)) ورزشکار ورزش تیراندازی اهل بریتانیا بود.
از باشگاه‌هایی که در آن بازی کرده‌است می‌توان به گرین بی پکرز اشاره کرد.
وی در مسابقات کشوری و بین‌المللی در مجموع برندهٔ ۱ مدال برنز شده‌است.